# Eglant Haxho
Eglant Haxho (Tirana, 11 novembre 1988) è un ex calciatore albanese, di ruolo portiere.

## Carriera

### Club
Il 1º luglio 2016 viene acquistato a titolo definitivo dalla squadra macedone del Renova, con cui firma un contratto annuale con scadenza il 30 giugno 2017.

## Statistiche

### Presenze e reti nei club
Statistiche aggiornate al 31 maggio 2017.
| Stagione             | Squadra              | Campionato           | Campionato | Campionato | Coppe nazionali | Coppe nazionali | Coppe nazionali | Coppe continentali | Coppe continentali | Coppe continentali | Altre coppe | Altre coppe | Altre coppe | Totale | Totale |
| Stagione             | Squadra              | Comp                 | Pres       | Reti       | Comp            | Pres            | Reti            | Comp               | Pres               | Reti               | Comp        | Pres        | Reti        | Pres   | Reti   |
| -------------------- | -------------------- | -------------------- | ---------- | ---------- | --------------- | --------------- | --------------- | ------------------ | ------------------ | ------------------ | ----------- | ----------- | ----------- | ------ | ------ |
| 2006-2007            | Apolonia Fier        | KS                   | 4          | -?         | CA              | 0               | 0               | -                  | -                  | -                  | -           | -           | -           | 4      | 0+     |
| 2007-2008            | Apolonia Fier        | KP                   | 0          | 0          | CA              | 0               | 0               | -                  | -                  | -                  | -           | -           | -           | 0+     | 0+     |
| 2008-2009            | Apolonia Fier        | KS                   | 11         | -?         | CA              | 3               | -?              | -                  | -                  | -                  | -           | -           | -           | 14     | 0+     |
| 2009-2010            | Apolonia Fier        | KS                   | 12         | -15        | CA              | 0               | 0               | -                  | -                  | -                  | -           | -           | -           | 12     | -15    |
| 2010-2011            | Apolonia Fier        | KP                   | 0          | 0          | CA              | 0               | 0               | -                  | -                  | -                  | -           | -           | -           | 0+     | 0+     |
| Totale Apolonia Fier | Totale Apolonia Fier | Totale Apolonia Fier | 27         | -15+       |                 | 3               | 0+              |                    | -                  | -                  |             | -           | -           | 30     | -15+   |
| 2011-gen. 2012       | Kamza                | KS                   | 1          | -1         | CA              | 5               | -4              | -                  | -                  | -                  | -           | -           | -           | 6      | -5     |
| gen.-giu. 2012       | Tomori               | KS                   | 2          | 0          | CA              | 0               | 0               | -                  | -                  | -                  | -           | -           | -           | 2      | 0      |
| 2012-2013            | Bylis Ballsh         | KS                   | 8          | -12        | CA              | 9               | -10             | -                  | -                  | -                  | -           | -           | -           | 17     | -22    |
| 2013-gen. 2014       | Bylis Ballsh         | KS                   | 4          | -5         | CA              | 0               | 0               | -                  | -                  | -                  | -           | -           | -           | 4      | -5     |
| Totale Bylis Ballsh  | Totale Bylis Ballsh  | Totale Bylis Ballsh  | 12         | -17        |                 | 9               | -10             |                    | -                  | -                  |             | -           | -           | 21     | -27    |
| gen.-giu. 2014       | Kukësi               | KS                   | 1          | 0          | CA              | 0               | 0               | UEL                | -                  | -                  | -           | -           | -           | 1      | 0      |
| 2014-2015            | Butrinti             | KP                   | 25         | -16        | CA              | 0               | 0               | -                  | -                  | -                  | -           | -           | -           | 25     | -16    |
| 2015-2016            | Tërbuni Pukë         | KS                   | 24         | -49        | CA              | 3               | -4              | -                  | -                  | -                  | -           | -           | -           | 27     | -53    |
| 2016-2017            | Renova               | PL                   | 35         | -36        | CM              | 0               | 0               | -                  | -                  | -                  | -           | -           | -           | 35     | -36    |
| lug.-nov. 2017       | Partizani Tirana     | KS                   | 0          | 0          | CA              | 0               | 0               | UEL                | -                  | -                  | -           | -           | -           | 0      | 0      |
| Totale carriera      | Totale carriera      | Totale carriera      | 127        | -134+      |                 | 20              | -18+            |                    | -                  | -                  |             | -           | -           | 147    | -152+  |